# Piaseczno Przeładunkowa
Piaseczno Przeładunkowa – nieczynna przeładunkowa stacja kolejowa kolei wąskotorowej w Piasecznie, w województwie mazowieckim, w Polsce.

## Opis
Stacja wybudowana w 1935 r. na wniosek ówczesnego Ministra Komunikacji w celu przeładunku towarów z wagonów normalnotorowych na wąskotorowe i odwrotnie. W tym celu wykorzystywano 3 rampy: 2 boczne i transporterową. Na stacji znajdowała się nastawnia zarządzająca ruchem na całej linii Kolei Grójeckiej. Ostatni pociąg towarowy odjechał ze stacji 1 września 1996 r.